# Краснопартизанский (Брянская область)
Краснопартизанский — бывший поселок в Клетнянском районе Брянской области. Исключен из учётных данных в 2002 году.

## География
Располагался в 5 км к востоку от деревни Новотроицкое, на правом берегу реки Клетня.

## История
В 1851 году казаками из деревни Зикеево Степаном и Семеном Фещенко была основана Троицкая общежительная мужская пустынь. В 1912 был выстроен каменный храм. В 1920 бывший монастырь преобразован в детскую колонию, вскоре отселенную вместе со строениями. В 1964 г. Указом Президиума ВС РСФСР поселок Монастырь переименован в Краснопартизанский.